# Henryk Orliński
Henryk Orliński (ur. 16 stycznia 1873 w Grybowie, zm. 8 czerwca 1953 w Krakowie) – polski germanista, nauczyciel i polityk pochodzenia żydowskiego, senator RP I kadencji.

## Życiorys
Urodził się jako Chiel Picele w rodzinie żydowskiej. W późniejszym okresie przyjął chrzest i zmienił nazwisko. Pracował jako nauczyciel gimnazjalny w Tarnopolu oraz dyrektor Prywatnego Seminarium Nauczycielskiego Żeńskiego w Tarnopolu. W 1905 został członkiem Komisji Egzaminacyjnej dla nauczycieli szkół ludowych w Tarnopolu. W 1908 uzyskał doktorat.
Udzielał się w inicjatywach oświatowych, m.in. w Towarzystwie Szkół Ludowych, narodowych (wydawca Głosu Polskiego) oraz w samorządzie - w 1912 wybrany został zastępcą członka tarnopolskiej rady miejskiej. Propagował chrześcijańsko-żydowską integrację kulturalną.
W 1920 objął stanowisko sekretarza generalnego Komitetu Opieki nad Uchodźcami ze Wschodniej Małopolski.
W 1922 został senatorem RP z list narodowo-demokratycznego Chrześcijańskiego Związku Jedności Narodowej. Po zakończeniu kadencji w 1927 nie był już nigdy członkiem parlamentu.
Po wybuchu II wojny światowej opuścił Polskę, przekraczając granicę w Zaleszczykach i udał się do Francji, a po jej upadku do Algieru, gdzie m.in. zorganizował polskie gimnazjum. W 1946 przeprowadził się do Londynu. W 1948 powrócił do Polski i zamieszkał w Krakowie, gdzie pracował jako tłumacz. Zmarł 8 czerwca 1953. Pochowany został na Cmentarzu Salwatorskim (sektor SC10-1-35).

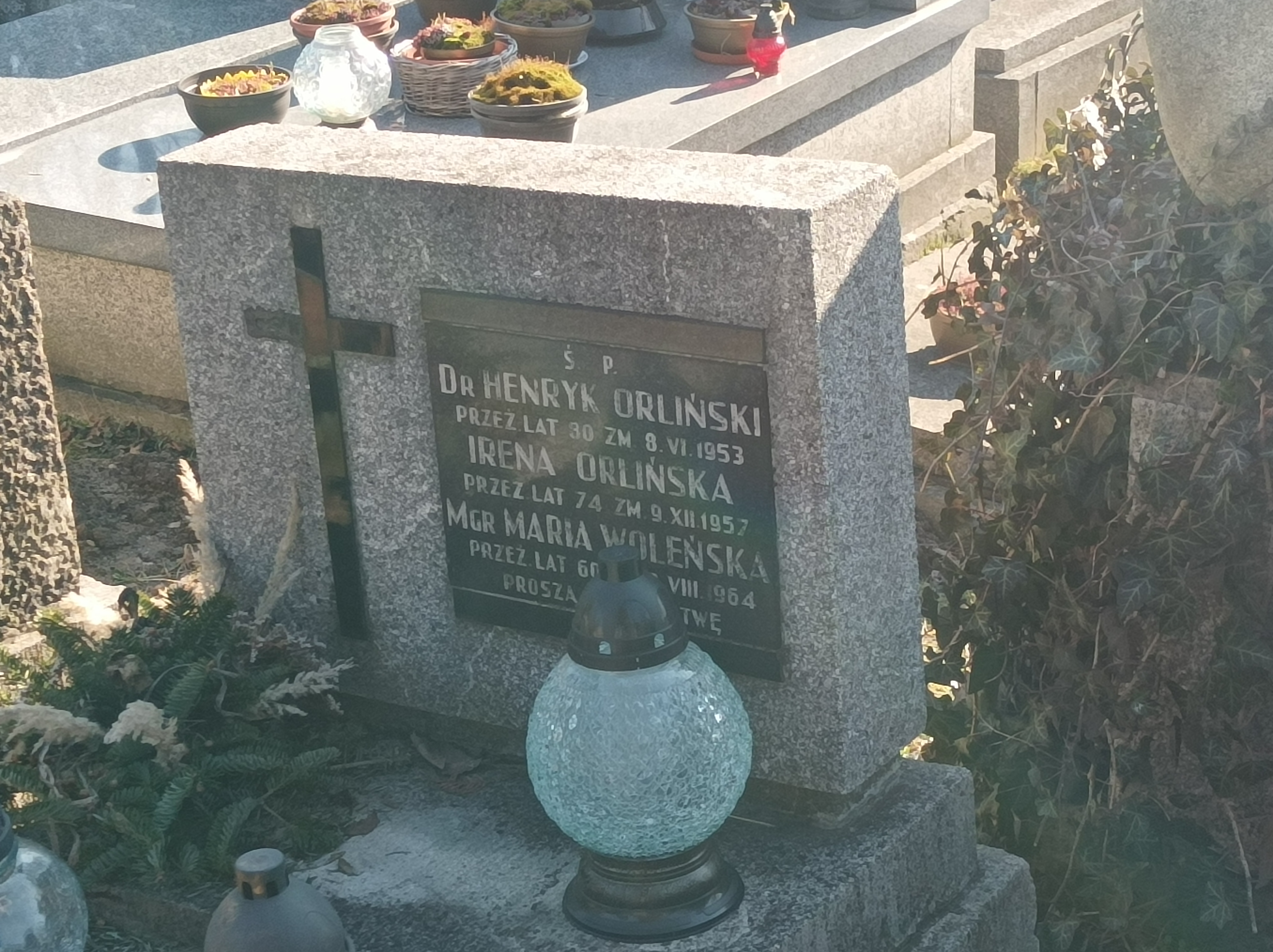
Grób Henryka Orlińskiego na cmentarzu Salwatorskim w Krakowie

## Rodzina
Jego wnukiem jest filozof Jan Woleński.

## Ordery i odznaczenia
- Krzyż Kawalerski Orderu Odrodzenia Polski (10 listopada 1933)[2]